# Temporada 1993-94 de los New York Knicks
La temporada 1993-94 fue la cuadragésimo octava de los New York Knicks en la NBA. La temporada regular acabó con 57 victorias y 25 derrotas, ocupando el segundo puesto de la conferencia, clasificándose para los playoffs, donde cayeron en las Finales ante los Houston Rockets.

## Elecciones en el Draft
Los Knicks no dispusieron de ninguna elección en el draft de ese año.

## Temporada regular
| División Atlántico | División Atlántico | División Atlántico | División Atlántico | División Atlántico | División Atlántico | División Atlántico | División Atlántico | División Atlántico |
| Equipo             | G                  | P                  | %                  | PD                 | Casa               | Fuera              | Div                |                    |
| ------------------ | ------------------ | ------------------ | ------------------ | ------------------ | ------------------ | ------------------ | ------------------ | ------------------ |
| y-New York Knicks  | 57                 | 25                 | .695               | —                  | 32–9               | 25–16              | 18–10              |                    |
| x-Orlando Magic    | 50                 | 32                 | .610               | 7                  | 31–10              | 19–22              | 20–8               |                    |
| x-New Jersey Nets  | 45                 | 37                 | .549               | 12                 | 29–12              | 16–25              | 17–11              |                    |
| x-Miami Heat       | 42                 | 40                 | .512               | 15                 | 22–19              | 20–21              | 16–12              |                    |
| Boston Celtics     | 32                 | 50                 | .390               | 25                 | 18–23              | 14–27              | 12–16              |                    |
| Philadelphia 76ers | 25                 | 57                 | .305               | 32                 | 15–26              | 10–31              | 7–21               |                    |
| Washington Bullets | 24                 | 58                 | .293               | 33                 | 17–24              | 7–34               | 8–20               |                    |

## Playoffs

### Primera ronda
New York Knicks  vs. New Jersey Nets
| Fecha       | Partido                                 | Ciudad          |
| ----------- | --------------------------------------- | --------------- |
| 29 de abril | New York Knicks 91, New Jersey Nets 80  | Nueva York      |
| 1 de mayo   | New York Knicks 90, New Jersey Nets 81  | Nueva York      |
| 4 de mayo   | New Jersey Nets 93, New York Knicks 92  | East Rutherford |
| 6 de mayo   | New Jersey Nets 92, New York Knicks 102 | East Rutherford |
|             | New York Knicks gana las series 3-1     |                 |

### Semifinales de Conferencia
New York Knicks vs. Chicago Bulls
| Fecha      | Partido                                | Ciudad     |
| ---------- | -------------------------------------- | ---------- |
| 8 de mayo  | New York Knicks 90, Chicago Bulls 86   | Nueva York |
| 11 de mayo | New York Knicks 96, Chicago Bulls 91   | Nueva York |
| 13 de mayo | Chicago Bulls 104, New York Knicks 102 | Chicago    |
| 15 de mayo | Chicago Bulls 95, New York Knicks 83   | Chicago    |
| 18 de mayo | New York Knicks 87, Chicago Bulls 86   | Nueva York |
| 20 de mayo | Chicago Bulls 93, New York Knicks 79   | Chicago    |
| 22 de mayo | New York Knicks 87, Chicago Bulls 77   | Nueva York |
|            | New York Knicks gana las series 4-3    |            |

### Finales de Conferencia
New York Knicks vs. Indiana Pacers
| Fecha      | Partido                                | Ciudad     |
| ---------- | -------------------------------------- | ---------- |
| 24 de mayo | New York Knicks 100, Indiana Pacers 89 | Nueva York |
| 26 de mayo | New York Knicks 89, Indiana Pacers 78  | Nueva York |
| 28 de mayo | Indiana Pacers 88, New York Knicks 68  | Indiana    |
| 30 de mayo | Indiana Pacers 83, New York Knicks 77  | Indiana    |
| 1 de junio | New York Knicks 86, Indiana Pacers 93  | Nueva York |
| 3 de junio | Indiana Pacers 91, New York Knicks 98  | Indiana    |
| 5 de junio | New York Knicks 94, Indiana Pacers 90  | Nueva York |
|            | New York Knicks gana las series 4-3    |            |

### Finales de la NBA
Houston Rockets vs. New York Knicks
| Fecha       | Partido                                | Ciudad     |
| ----------- | -------------------------------------- | ---------- |
| 8 de junio  | Houston Rockets 85, New York Knicks 78 | Houston    |
| 10 de junio | Houston Rockets 83, New York Knicks 91 | Houston    |
| 12 de junio | New York Knicks 89, Houston Rockets 93 | Nueva York |
| 15 de junio | New York Knicks 91, Houston Rockets 82 | Nueva York |
| 17 de junio | New York Knicks 91, Houston Rockets 84 | Nueva York |
| 19 de junio | Houston Rockets 86, New York Knicks 84 | Houston    |
| 22 de junio | Houston Rockets 90, New York Knicks 84 | Houston    |
|             | Houston Rockets gana las series 4-3    |            |

## Estadísticas

### Temporada regular
| Rk | Jugador          | Edad | P  | PT | MP   | TC  | TCI  | %TC  | T3  | T3I | %T3   | TL  | TLI | %TL  | RO  | RD  | RT   | AS  | RB  | TAP | BP  | FP  | PTS  |
| -- | ---------------- | ---- | -- | -- | ---- | --- | ---- | ---- | --- | --- | ----- | --- | --- | ---- | --- | --- | ---- | --- | --- | --- | --- | --- | ---- |
| 1  | Patrick Ewing    | 31   | 79 | 79 | 37.6 | 9.4 | 19.0 | .496 | 0.1 | 0.2 | .286  | 5.6 | 7.4 | .765 | 2.8 | 8.4 | 11.2 | 2.3 | 1.1 | 2.7 | 3.3 | 3.5 | 24.5 |
| 2  | Charles Oakley   | 30   | 82 | 82 | 35.8 | 4.4 | 9.3  | .478 | 0.0 | 0.0 | .000  | 3.0 | 3.8 | .776 | 4.3 | 7.5 | 11.8 | 2.7 | 1.3 | 0.2 | 2.4 | 3.6 | 11.8 |
| 3  | John Starks      | 28   | 59 | 54 | 34.9 | 6.9 | 16.6 | .420 | 1.9 | 5.7 | .335  | 3.2 | 4.2 | .754 | 0.6 | 2.5 | 3.1  | 5.9 | 1.6 | 0.1 | 3.1 | 3.2 | 19.0 |
| 4  | Doc Rivers       | 32   | 19 | 19 | 26.3 | 2.9 | 6.7  | .433 | 1.0 | 2.7 | .365  | 0.7 | 1.2 | .636 | 0.2 | 1.8 | 2.1  | 5.3 | 1.3 | 0.3 | 1.5 | 2.3 | 7.5  |
| 5  | Anthony Mason    | 27   | 73 | 12 | 26.1 | 2.8 | 5.9  | .476 | 0.0 | 0.0 | .000  | 1.6 | 2.2 | .720 | 2.2 | 3.7 | 5.8  | 2.1 | 0.4 | 0.1 | 1.5 | 2.6 | 7.2  |
| 6  | Charles Smith    | 28   | 43 | 21 | 25.7 | 4.1 | 9.2  | .443 | 0.2 | 0.4 | .500  | 2.0 | 2.8 | .719 | 1.5 | 2.3 | 3.8  | 1.2 | 0.6 | 1.0 | 1.5 | 3.3 | 10.4 |
| 7  | Greg Anthony     | 26   | 80 | 36 | 24.9 | 2.8 | 7.1  | .394 | 0.6 | 2.0 | .300  | 1.6 | 2.1 | .774 | 0.5 | 1.8 | 2.4  | 4.6 | 1.4 | 0.2 | 1.6 | 2.0 | 7.9  |
| 8  | Derek Harper     | 32   | 54 | 27 | 24.3 | 3.2 | 7.4  | .430 | 0.7 | 1.8 | .367  | 1.6 | 2.1 | .743 | 0.2 | 1.4 | 1.6  | 4.4 | 1.5 | 0.1 | 1.5 | 2.2 | 8.6  |
| 9  | Hubert Davis     | 23   | 56 | 27 | 23.8 | 4.3 | 9.0  | .471 | 0.9 | 2.4 | .402  | 1.5 | 1.8 | .825 | 0.4 | 0.8 | 1.2  | 2.9 | 0.7 | 0.1 | 1.4 | 2.1 | 11.0 |
| 10 | Anthony Bonner   | 25   | 73 | 38 | 19.2 | 2.2 | 3.9  | .563 | 0.0 | 0.0 |       | 0.7 | 1.4 | .476 | 2.1 | 2.7 | 4.7  | 1.2 | 1.0 | 0.2 | 1.2 | 2.4 | 5.1  |
| 11 | Rolando Blackman | 34   | 55 | 1  | 17.6 | 2.9 | 6.7  | .436 | 0.5 | 1.5 | .357  | 0.9 | 1.0 | .906 | 0.4 | 1.3 | 1.7  | 1.4 | 0.5 | 0.1 | 0.8 | 1.8 | 7.3  |
| 12 | Tony Campbell    | 31   | 22 | 11 | 17.2 | 2.9 | 5.8  | .492 | 0.0 | 0.1 | .333  | 1.4 | 1.7 | .811 | 1.3 | 1.5 | 2.7  | 1.4 | 0.9 | 0.0 | 1.3 | 2.7 | 7.1  |
| 13 | Herb Williams    | 35   | 70 | 3  | 11.1 | 1.5 | 3.3  | .442 | 0.0 | 0.0 | .000  | 0.4 | 0.6 | .643 | 0.8 | 1.8 | 2.6  | 0.4 | 0.3 | 0.6 | 0.6 | 1.5 | 3.3  |
| 14 | Corey Gaines     | 28   | 18 | 0  | 4.3  | 0.5 | 1.1  | .450 | 0.1 | 0.3 | .400  | 0.7 | 0.8 | .867 | 0.2 | 0.6 | 0.7  | 1.7 | 0.1 | 0.0 | 0.3 | 0.7 | 1.8  |
| 15 | Eric Anderson    | 23   | 11 | 0  | 3.5  | 0.6 | 1.5  | .412 | 0.2 | 0.2 | 1.000 | 0.5 | 1.3 | .357 | 0.5 | 1.0 | 1.5  | 0.2 | 0.0 | 0.1 | 0.2 | 0.8 | 1.9  |
| 16 | Gerald Paddio    | 28   | 3  | 0  | 2.7  | 0.7 | 1.7  | .400 | 0.0 | 0.0 |       | 0.0 | 0.0 |      | 0.0 | 0.0 | 0.0  | 0.0 | 0.0 | 0.0 | 0.0 | 1.0 | 1.3  |

### Playoffs
| Rk | Jugador          | Edad | P  | PT | MP   | TC  | TCI  | %TC  | T3  | T3I | %T3  | TL  | TLI | %TL  | RO  | RD  | RT   | AS  | RB  | TAP | BP  | FP  | PTS  |
| -- | ---------------- | ---- | -- | -- | ---- | --- | ---- | ---- | --- | --- | ---- | --- | --- | ---- | --- | --- | ---- | --- | --- | --- | --- | --- | ---- |
| 1  | Patrick Ewing    | 31   | 25 | 25 | 41.3 | 8.4 | 19.2 | .437 | 0.2 | 0.4 | .364 | 4.9 | 6.5 | .755 | 3.5 | 8.2 | 11.7 | 2.6 | 1.3 | 3.0 | 3.3 | 3.8 | 21.9 |
| 2  | Charles Oakley   | 30   | 25 | 25 | 39.7 | 5.0 | 10.5 | .477 | 0.0 | 0.0 |      | 3.2 | 4.1 | .775 | 4.6 | 7.0 | 11.7 | 2.4 | 1.4 | 0.2 | 2.6 | 3.5 | 13.2 |
| 3  | John Starks      | 28   | 25 | 18 | 33.6 | 4.4 | 11.6 | .381 | 1.9 | 5.3 | .356 | 3.9 | 5.0 | .770 | 0.4 | 2.0 | 2.3  | 4.6 | 1.4 | 0.1 | 2.3 | 3.4 | 14.6 |
| 4  | Derek Harper     | 32   | 23 | 22 | 32.6 | 4.3 | 10.0 | .429 | 1.3 | 3.7 | .341 | 1.6 | 2.4 | .643 | 0.6 | 1.8 | 2.3  | 4.5 | 1.8 | 0.0 | 1.8 | 2.7 | 11.4 |
| 5  | Anthony Mason    | 27   | 25 | 0  | 26.4 | 2.7 | 5.5  | .489 | 0.0 | 0.0 |      | 2.2 | 3.1 | .714 | 2.1 | 3.7 | 5.8  | 1.8 | 0.6 | 0.2 | 1.4 | 2.6 | 7.6  |
| 6  | Charles Smith    | 28   | 25 | 18 | 24.5 | 3.4 | 7.1  | .480 | 0.0 | 0.1 | .000 | 2.0 | 2.8 | .729 | 1.4 | 2.4 | 3.8  | 1.0 | 0.5 | 1.0 | 1.3 | 3.7 | 8.8  |
| 7  | Greg Anthony     | 26   | 25 | 3  | 17.4 | 1.8 | 5.1  | .352 | 0.7 | 2.4 | .295 | 0.6 | 1.0 | .583 | 0.4 | 0.7 | 1.1  | 2.4 | 0.8 | 0.3 | 1.2 | 2.2 | 4.9  |
| 8  | Hubert Davis     | 23   | 23 | 7  | 17.2 | 1.9 | 5.3  | .364 | 0.4 | 1.5 | .286 | 1.0 | 1.4 | .719 | 0.2 | 0.7 | 0.9  | 1.1 | 0.2 | 0.1 | 1.0 | 1.9 | 5.3  |
| 9  | Anthony Bonner   | 25   | 13 | 7  | 9.1  | 0.8 | 1.7  | .455 | 0.0 | 0.0 |      | 0.5 | 1.0 | .538 | 1.2 | 1.0 | 2.2  | 0.2 | 0.4 | 0.0 | 1.0 | 1.7 | 2.1  |
| 10 | Corey Gaines     | 28   | 4  | 0  | 7.0  | 0.0 | 1.0  | .000 | 0.0 | 0.3 | .000 | 0.0 | 0.0 |      | 0.0 | 0.5 | 0.5  | 0.5 | 0.0 | 0.0 | 0.0 | 1.0 | 0.0  |
| 11 | Herb Williams    | 35   | 19 | 0  | 6.7  | 0.7 | 1.6  | .419 | 0.0 | 0.0 |      | 0.1 | 0.2 | .667 | 0.5 | 0.5 | 1.1  | 0.2 | 0.2 | 0.6 | 0.4 | 1.0 | 1.5  |
| 12 | Rolando Blackman | 34   | 6  | 0  | 5.7  | 0.5 | 1.8  | .273 | 0.3 | 0.7 | .500 | 0.0 | 0.0 |      | 0.2 | 0.3 | 0.5  | 0.5 | 0.0 | 0.0 | 0.2 | 1.0 | 1.3  |

## Galardones y récords
| Jugador/Entrenador | Galardón                                        |
| Charles Oakley     | 2.º Mejor quinteto defensivo de la NBA All-Star |
| Patrick Ewing      | All-Star                                        |
| John Starks        | All-Star                                        |